# Невін Ендрюс
Невін Вільям Сідні Ендрюс (англ. Naveen William Sidney Andrews) — британський актор, номінант премій «Еммі» та «Золотий глобус». Відомий за ролями у фільмах «Англійський пацієнт» (1996) і «Планета страху» (2007), телесеріалу «Загублені».

## Біографія
Невін Ендрюс — британський актор індійського походження та син сирійських християн батьків з Керали, відомий у Великій Британії та США. Ендрюс народився в Ламбеті, Лондон в 1969 і проявив схильність до акторської майстерності ще у п'ятирічному віці. Наприкінці 1960-х років його батьки переїхали до Англії з Керали, і, попри те, що батько-мати мали вищу освіту, його батько працював на залізниці, а мати — в поштовому відділенні. Вони доклали зусиль у Невіна був індійський акцент, не навчаючи сина рідної індійської мови. Як старший із двох рідних братів, Невін описує своє виховання, як занадто авторитарне: в інтерв'ю до газети The Guardian він розказує, що його батьки використовували репресивні методи виховання — вибухи люті та гніву.
Насправді кар'єра Невіна Ендрюса почалася із його вступом у Гілдхоллську школу музики й театру, потрапивши на один курс з акторами Юеном Макгрегором і Девідом Тьюлісом. Навчання окупилося, коли Невін отримав роль у фільмі Ханіфа Куреші «Лондон вбиває мене» (1991). Найбільш відомі ролі Ендрюса — лейтенант Кіп Сінх в «Англійському пацієнті» (1996) та Саїд Джарра в телесеріалі «Залишитися в живих» (2004–2010). У 2006 році журнал «People» назвав актора одним із найкрасивіших людей у світі.
Невін Ендрюс зустрічався з актрисою Барбарою Херші, старшою за нього на 21 рік, і вони жили в Лос-Анджелесі. Пара ненадовго розлучилася у 2005 році, — і за цей час в актора від іншої жінки з'явився другий син, Невін Джошуа. Пізніше Ендрюс відновив стосунки з Барбарою Херші; однак вони оголосили про своє розлучення в 2010 році. За опікунство над Невіном Джошуа боролися батько Невін Ендрюс і мати дитини Олена Євстафія. 7 січня 2009 Ендрюсу надано тимчасову одноосібну юридичну й фізичну опіку над дитиною.
Невін зізнається, що в середині 90-х років він потерпав через алкоголізм і протягом двох років був наркозалежним.
Крім акторства, Ендрюс грає на гітарі та співає.